# Nicolaus Christian Friis
Nicolaus Christian Friis, född 1 februari 1714 i Kristiansund, död 22 maj 1777 i Bergen, var en norsk präst.
Friis blev student 1731, avlade teologisk ämbetsexamen 1736 och blev 1737 residerende kapellan i Alstahaug och tillika missionär där och i Vefsn. Han fick som sådan mycket goda vitsord av sin biskop och blev 1744 på Missionskollegiets rekommendation sockenpräst i Bodø efter att ha erbjudit sig att vara vikarie inom missionen utan lön. Han blev 1745 konsistorialassessor och ingick samma år äktenskap med en änka efter en fogde, vilket gav honom en förmögenhet 50 000 riksdaler.  År 1748 ansökte han om Trondheims biskopsstol, och då han inte fick den, köpte han 1754 biskopstiteln för 8 000 riksdaler. 
Det var nu slut med Friis lycka. Hans självkänsla växte, och med de biskoparna i Trondheim biskoparna låg han i ständig strid. Han hade många andra fiender, och för att komma åt en av dem, lagman Peter Thams, gjorde han 1757 en framställan till kungen i vilken han anklagade Højesteret för mutbrott. Friis undgick åtal, men fick en skarp tillrättavisning och 900 riksdalers böter. Det hade emellertid uppkommit misstanke mot honom för otillbörligt handhavande av missionens medel, och då klara bevis påvisades av hans prost, Chr.Fr. Hagerup, ingav biskop Johan Ernst Gunnerus 1769 en rapport, varefter det ålades Nordlands amtmand att utreda Friis förhållanden. 
Friis begav sig strax till Köpenhamn för att efter professor Erik Gerhard Schyttes råd att köpa sig fri, och det lyckades genom en uppgörelse (1771), som kostade honom 16 000 riksdaler, omkring hälften av vad som försvunnit ur missionskassan. Då han i Köpenhamn såg, att han kunde ta sig fram med sina pengar, återfick han sitt mod, ställde sig in hos Johann Friedrich Struensee, ansökte om Korskirkens pastorat i Bergen och utnämndes 27 april 1771. Samtidigt utgav han en broschyr, Illustration til Bispevisitatserne i Nordland og Finmarken, full av grova beskyllningar mot Gunnerus.
Efter att ha gjort en resa till Nordland sommaren 1772 insattes han i sitt ämbete, men han hade inte för avsikt att befatta sig därmed, och lät det helt skötas av en vikarie, tills han 1773 ansökte om avsked, vilket beviljades 6 januari 1774 med 200 riksdaler i pension. De utredningar av hans förhållanden som pågick fick han stoppade genom sina kontakter i Köpenhamn, och för dem som var avslutade erhöll han åtalsunderlåtelse. Tack vare biskopstiteln och sin rikedom kunde dölja sitt tvivelaktiga förflutna. Han hade 1768 invalts som utländsk ledamot av Vetenskapsakademien i Stockholm.